# Stiphodon maculidorsalis
Stiphodon maculidorsalis es una especie de pez de la familia de los Gobiidae en el orden de los Perciformes.

## Morfología
Los machos pueden llegar alcanzar los 5,5 cm de longitud total.

## Hábitat
Es un pez de agua dulce y de clima tropical.

## Distribución geográfica
Se encuentran en Sumatra (Indonesia).

## Observaciones
Es inofensivo para los humanos.